# Erecongoa gracilis
Erecongoa gracilis is een hooiwagen uit de familie Assamiidae.